# Diego Santillán (director)
Diego Santillán (Barcelona, 1925-septiembre de 1992) fue un guionista y director de cine español. Hijo del intelectual, político e historiador anarquista Diego Abad de Santillán y de Elisa Kater (y nieto del dirigente anarquista Fritz Kater), debido al exilio de sus padres, vivió muchos años en Argentina, donde desarrolló buena parte de su actividad profesional. Regresó a España al término de la dictadura franquista.

## Carrera profesional
Radicado en Buenos Aires, montó espectáculos dramáticos que escribía y se vinculó al cine, iniciándose con los guiones de El hombre señalado (1957) dirigida por Francis Lauric y El campeón soy yo (1960) dirigida por Virgilio Muguerza. En 1963 debutó como director con Pesadilla, sobre su propio guion, con las actuaciones de Sabina Olmos, Pedro López Lagar y Guillermo Battaglia. En 1964 dirigió Un sueño y nada más (1964), posteriormente una coproducción con Brasil, luego Chão, amor (1968), una coproducción con Chile y finalmente Olga, la hija de aquella princesa rusa (1972), con su propio guion escrito según su novela del mismo nombre. Escribió los guiones de Crimen en el hotel alojamiento (1974), Un mundo de amor (1975) y Don Carmelo il capo (1976). 
Al fallecer Franco regresó a España y en 1978 dirigió sobre su propio guion el filme documental ¿Por qué perdimos la guerra?, en el que vuelca la visión del anarcosindicalismo respecto de la guerra civil española y, el mismo año, Silvia ama a Raquel. De 1987 es el filme Divinas palabras dirigido por José Luis García Sánchez según su propio argumento escrito en colaboración con Enrique Llovet y cuyos diálogos eran del propio Diego Santillán, basándose en la obra teatral de Ramón del Valle-Inclán. Su última labor como guionista fue para ¿Lo sabe el ministro? en 1991.

## Filmografía
Guionista
- ¿Lo sabe el ministro? (1991)
- Divinas palabras (1987)
- Profesor eróticus (1981)
- ¿Por qué perdimos la guerra?  (1978)
- Silvia ama a Raquel (1978)
- Don Carmelo il capo (1976)
- Un mundo de amor (1975)
- Crimen en el hotel alojamiento (1974)
- Olga, la hija de aquella princesa rusa (1972)
- La casa de Madame Lulú (1968)
- ¡Cómo te extraño...!  (1966)
- Bettina (1964)
- Pesadilla (1963)
- El campeón soy yo (1960) dir. Francis Lauric
- Evangelina (1959)
- Mi esqueleto (1959)
- El hombre señalado (1957) dir. Virgilio Muguerza

Director
- Una sombra en la oscuridad (1979)
- ¿Por qué perdimos la guerra? (1978)
- Silvia ama a Raquel (1978)
- Olga, la hija de aquella princesa rusa (1972)
- Chão, amor (1968)
- Un sueño y nada más (1964)
- Pesadilla (1963)

Autor de la idea
- Somos novios (1969)